# Vitor Roque
Vitor Hugo Roque Ferreira (* 28. Februar 2005 in Timóteo) ist ein brasilianischer Fußballspieler. Er wird auf der Position eines rechten Stürmers eingesetzt, alternativ auch als Linksaußen oder Mittelstürmer. Er steht seit Ende Februar 2025 bei Palmeiras São Paulo unter Vertrag.

## Karriere

### Cruzeiro Belo Horizonte
Vitor Roque begann im Alter von zehn Jahren das Fußballspielen bei América Mineiro in Belo Horizonte. Hier fiel er bereits früh auf und wurde offiziell am 1. März 2019 vom Lokalrivalen Cruzeiro abgeworben und bis Februar 2025 unter Vertrag genommen. Woraufhin América den Klub im April des Jahres eine Beschwerde beim Staatsministerium für Arbeit einreichte. Roque soll am Tag vor seinem 14. Geburtstag, ab dem er einen Vertrag für Nachwuchsspieler unterzeichnen konnte, den Klub verlassen haben und kurz darauf bei Cruzeiro ratifiziert haben. Am Tag seines Geburtstages soll er bereits bei Cruzeiro trainiert haben. América sah sich daraufhin um die Kosten für die Ausbildung von Roque gebracht. 2020 wurde bekannt, dass Cruzeiro insgesamt ca. 1,5 Millionen Real für die Unterzeichnung von Roque bezahlt hatte. Da es noch keinen Vertrag mit dem Spieler geben durfte, erhielt sein Vater einen Vertrag als Scout über 963.000 Real. André Cury ein Spielervermittler aus São Paulo erhielt eine Provisionszahlung in Höhe von 500.000 Real. Er hatte zuvor behauptet, nichts mit der Vermittlung zu tun gehabt zu haben, hatte Roque aber bereits seit dem 23. Januar 2019 unter Vertrag und die Verhandlungen mit Cruzeiro geführt. Der Klub hatte sich verpflichtet, Roque monatlich 830 R Real zu zahlen (50 Real Krankenversicherung, 50 Real Zahnbehandlung, 20 Real psychologische Betreuung, 100 Real Ausbildung, 300 Real Essen, 10 Real Transportkosten und 300 Real Stipendium). Wenn sich Vitor Roque am Ende des Ausbildungsvertrags dafür entscheidet, einen Profivertrag mit Cruzeiro nicht zu unterzeichnen, sah die Vereinbarung vor, dass er dem Verein das 200–fache des Betrags zahlen muss, den er für seine Ausbildung ausgegeben hat (etwa 165.000 Real). Schließlich erhielt América als Ausgleich 35 % der wirtschaftlichen Rechte an Vitor Roque.
Am 25. Mai 2021 unterzeichnete Vitor Roque seinen ersten Profivertrag bei Cruzeiro. Am 13. Oktober 2021, dem 30. Spieltag der Série B 2021, erhielt er seinen ersten Einsatz im A–Kader von Cruzeiro. Im Heimspiel gegen den Botafogo FR wurde er in der 61. Minute für Bruno José eingewechselt. Nach 18 Minuten wurde wieder für Keké ausgewechselt. Nach Aussage von Trainer Vanderlei Luxemburgo sah er, dass der zu dem Zeitpunkt 16-jährige Roque das Tempo nicht halten konnte. Luxemburgo gab sich aber sehr zufrieden über dessen Debüt. Mit seinem Debüt reiht sich Roque in eine Liste ein, die wichtige Namen der Vereinsgeschichte Cruzeiros wie Tostão, Ronaldo, Ricardinho und Geovanni enthält. Sie und andere Athleten traten zum ersten Mal an, bevor sie 18 Jahre alt wurden. In der Staatsmeisterschaft von Minas Gerais 2022 erzielte Roque sein erstes Tor als Profi. Im Heimspiel gegen den Villa Nova AC am 20. Februar 2022 traf er in der 18. Minute zum zwischenzeitlichen 1:1 (Endstand–2:2). Drei Tage später in der ersten Runde im Copa do Brasil 2021 auswärts beim 5:0–Sieg über CS Sergipe erzielte er mit den beiden letzten Toren des Spiels in der 84. und 87. Minute seinen ersten Doppelpack.

### Athletico Paranaense
Am 13. April 2022 gab Athletico Paranaense Roque am Vortag unter Vertrag genommen zu haben. Die Ablösesumme an Cruzeiro betrug 24 Millionen Real und ist die bis dahin höchste, welche der Klub für einen Spieler zahlte. Der Betrag wurde auf seine ehemaligen Klubs Cruzeiro (50 %) und América (35 %) sowie seine Familie (15 %) aufgeteilt. Als weiteres Detail wurden die Athletico Spieler Jajá und Zé Ivaldo an Cruzeiro ausgeliehen. Der Kontrakt erhielt eine Laufzeit über fünf Jahre. Roque bat darum, die Trikotnummer 39 erhalten zu dürfen. Dieses trug der frühere Athletico Spieler Bruno Guimarães, welchen er bewundere. Für Roque war der Wechsel auch mit einem sportlichen Aufstieg verbunden, da Athletico in der Série A antritt. Mit dem Klub bestritt er 28 von noch 37 möglichen Ligaspielen (fünf Tore) und erreichte das Finale der Copa Libertadores 2022, in welchem man dem CR Flamengo unterlag. In dem Turnier bestritt Roque sieben Spiele (zwei Tore).

### Wechsel nach Spanien
Zum 1. Januar 2024 wechselte Roque in die spanische Primera División zum FC Barcelona. Er unterschrieb einen Vertrag bis zum 30. Juni 2031, der eine Ausstiegsklausel in Höhe von 500 Millionen Euro enthält. Bereits am 4. Januar gab der Spieler sein Debüt bei Barcelona. Im Auswärtsspiel in der Primera División 2023/24 trat man beim UD Las Palmas an. In der Partie wurde er in der 78. Minute für Ferran Torres eingewechselt. Am 31. Januar, dem 20. Spieltag der Liga, erzielte Roque sein erstes Pflichtspieltor für die Katalanen. Im Heimspiel gegen den CA Osasuna wurde er in der 62. Minute für Fermín López eingewechselt und erzielte eine Minute das einzige Tor der Partie. Unter Xavi kam er bis zum Ende der Saison 2023/24 auf 14 Ligaeinsätze (zweimal in der Startelf), in denen er zwei Tore erzielte.
Vor der Saison 2024/25 wurde Hansi Flick neuer Cheftrainer des FC Barcelona. Dieser berücksichtigte ihn nicht an den ersten beiden Spieltagen. Daraufhin wechselte Roque Ende August 2024 bis zum Saisonende auf Leihbasis zum Ligakonkurrenten Betis Sevilla. Die Leihe wurde auf ein Jahr befristet. Es besteht neben einer Kaufoption auch die Option, die Leihe anschließend um ein Jahr zu verlängern.  Bei Sevilla konnte sich der Spieler schnellt als Stammspieler etablieren. Beim 2:0-Sieg zuhause gegen den CD Leganés am 13. September 2024 erzielte er dann sein erstes Tor für den Klub. Hier erzielte er in der 86. Minute das Tor zum 2:0. Drei Wochen später gab Roque seinen Einstand auf europäischer Klubebene. Am ersten Spieltag der Ligaphase in der UEFA Conference League 2024/25 reiste Betis zu Legia Warschau nach Polen. In dem Treffen stand er in der Startelf und wurde in der 58. Minute für Cédric Bakambu ausgewechselt.

### Palmeiras São Paulo
Im Februar 2025 wurde die Leihe nach Sevilla vom FC Barcelona vorzeitig abgebrochen und Vitor Roque wechselte für eine feste Ablösesumme in seine Heimat zu Palmeiras São Paulo. Der Kontrakt erhielt eine Laufzeit bis Dezember 2029. Für 80 % der wirtschaftlichen Rechte zahlte der Klub eine Ablösesumme in Höhe von 25,5 Millionen Euro. Der Spieler wurde zur teuersten Verstärkung in der Geschichte des Vereins und des brasilianischen Fußballs.

### Nationalmannschaft
Mit der U-20-Auswahl Brasiliens konnte Roque am 12. Februar 2023 den Gewinn der U-20-Fußball-Südamerikameisterschaft 2023 feiern. In acht von neun möglichen Spielen erzielte er dabei sechs Tore und wurde gemeinsam mit Andrey Santos Torschützenkönig.
Im März 2023 wurde Roque für ein Testspiel gegen Marokko am 25. März erstmals in die Auswahl Brasiliens berufen. In der Partie wurde er in der 65. Minute eingewechselt.

## Erfolge
Nationalmannschaft
- U20-Südamerikameister: 2023

Athletico Paranaense
- Staatsmeisterschaft von Paraná: 2023

## Auszeichnungen
Cruzeiro
- Torschützenkönig Staatsmeisterschaft von Minas Gerais Sub-14: 2019

U-20-Brasilien
- Torschützenkönig U20-Südamerikameisterschaft: 2023